# سیستم دره تورنتو
سبک دره باریک و عمیق تورنتو (انگلیسی: Toronto ravine system) یکی از ویژگی‌های متمایز جغرافیای شهر تورنتو است. این شهر از شبکه‌ای از دره‌های عمیق و باریک تشکیل شده‌است که یک جنگل بزرگ شهری را تشکیل می‌دهد و این دره‌ها از بیشتر نواحی تورنتو می‌گذرد.
این سبک وجود دره در شهر بزرگترین سلسله دره در تمامی شهرهای جهان است و آیین‌نامه حفاظت از دره و ویژگی‌های طبیعی تقریباً ۱۱۰ کیلومتر مربع (۴۲ مایل مربع) از زمین‌های دولتی و خصوصی را محافظت می‌کند. سیستم دره به عنوان یک ویژگی مرکزی شهر معرفی شده‌است، با وجود اندازه سیستم دره ای، تورنتو به عنوان «شهری در پارک» توصیف می‌شود.
سیستم دره تقریباً ۱۲۰۰۰ سال پیش در پایان آخرین دوره آخرین عصر یخبندان شروع به شکل‌گیری کرد، زمانی که یخچال‌هایی که زمانی تورنتو را پوشانده بودند، به سمت شمال شرقی عقب‌نشینی کردند و رودخانه‌ها و دره‌ها را به جای خود باقی گذاشتند. با توجه به توپوگرافی سیستم دره، توسعه شهری محدودی در آن تا اواسط قرن ۱۹ رخ داد. در اواخر قرن ۱۹ و اوایل قرن ۲۰، سیستم دره دستخوش تغییرات زیادی شد و شاهد پیشرفت‌های زیرساختی متعددی بود که در آن ساخته شد. توسعه محدود در سیستم دره ادامه یافت تا اینکه طوفان هازل در سال ۱۹۵۴ از تورنتو عبور کرد. زمانی که تخریب ناشی از طوفان منجر به توقف تقریباً تمام تحولات عمده در سیستم دره شد. سیستم دره تورنتو تا حد زیادی توسعه نیافته‌است و بیشتر زمین‌های عمومی آن به عنوان پارک تعیین شده‌است.